# 黑生野站
黑生野站（日语：／ Kurōno eki */?）是位於宮崎縣西都市大字岡富，日本國有鐵道（國鐵）妻線的鐵路車站（廢站）。車站遺址鄰近東九州自動車道西都交匯處。

## 歷史
- 1914年（大正3年）4月26日：宮崎縣營鐵道（日语：宮崎県営鉄道）黑生野站啟用[1]。當時為客運車站[1]。
- 1917年（大正6年）9月21日：宮崎縣營鐵道被國有化，成為鐵道院妻輕便線（後來名為妻線）車站[1]。同時車站名稱日文讀法改為[1]。
- 1946年（昭和21年）6月1日：開設貨運、行李起卸業務，成為一般車站[1]。
- 1957年（昭和32年）10月1日：結束貨運、行李起卸業務[1]。成為無人車站。
- 1979年（昭和54年）：站舍改建[2]。
- 1984年（昭和59年）12月1日：隨著妻線全線廢除，此站也被廢除[1]。

## 車站構造
此站為無人車站，設有1面1線的單式月台。

## 相鄰車站
日本國有鐵道（國鐵）
妻線
西佐土原－黑生野－妻

## 注腳
1. 1 2 3 4 5 6 7 8 9  石野哲 (编). . JTB. 1998: 772-773. ISBN 978-4-533-02980-6 （日语）.
2. ↑  . 交通新聞 (交通協力會). 1979-01-05: 3 （日语）.

## 相關項目
- 日本鐵路車站列表 Ku